# Рожновка (Курская область)
Рожновка — хутор в Медвенском районе Курской области России. Входит в состав Вышнереутчанского сельсовета.

## География
Хутор находится на юге центральной части Курской области, в пределах Среднерусской возвышенности, в лесостепной зоне, на расстоянии примерно 14 км (по прямой) к юго-западу от Медвенки, административного центра района. Абсолютная высота — 201 м над уровнем моря.

### Климат
Климат характеризуется как умеренно континентальный, с тёплым летом и умеренно холодной зимой. Среднегодовая температура воздуха — 5,5 °C. Абсолютный минимум температуры воздуха самого холодного месяца (января) составляет −37 °C; абсолютный максимум самого тёплого месяца (июля) — 35 °C. Безморозный период длится около 151 дня в году. Среднегодовое количество атмосферных осадков составляет 587 мм, из которых большая часть выпадает в тёплый период.

### Часовой пояс
Хутор Рожновка, как и вся Курская область, находится в часовой зоне МСК (московское время). Смещение применяемого времени относительно UTC составляет +3:00.

## Население
| 2002 | 2010 |
| ---- | ---- |
| 0    | →0   |

## Инфраструктура
На хуторе 18 домов.

## Транспорт
Рожновка находится в 16 км от автодороги федерального значения М2 «Крым» (часть европейского маршрута E 105), в 2,5 км от автодороги межмуниципального значения 38Н-185 (М-2 «Крым» — Гахово), в 2,5 км от автодороги 38Н-192 (38Н-185 — 1-й Липовец — граница Обоянского района), при автодороге 38Н-193 (38Н-192 — Рожновка), в 32,5 км от ближайшего ж/д остановочного пункта 439 км (линия Льгов I — Курск).
В 90 км от аэропорта имени В. Г. Шухова (недалеко от Белгорода).